# Fichier informatisé des données juridiques immobilières
Le Fichier informatisé des données juridiques immobilières (FIDJI) est le système de gestion des données immobilières de nature juridiques sous le contrôle de la direction générale des Finances publiques (DGFiP).
Par extension, la notion de "standard FIDJI" désigne la structure donnée aux informations traitées afin d'en faciliter l'échange par voie informatique.

## Historique
Il a été mis en fonction à partir de 2003 avec la coopération des professionnels publics et privé qui en sont chargés. En 2005, la direction générale des impôts (actuelle DGFiP) lance l'application Télé@ctes pour dématérialiser les échanges entre les notaires, le service de publicité foncière, la Caisse des dépôts (transfert de fonds) et l’administration fiscale (versement des droits de mutation, de l’impôt sur les plus-values...) lors des mutations immobilières. 
Cette application est autorisée par la CNIL dans sa délibération no 2006-086, et son utilisation est rendue obligatoire le 1er janvier 2018 par le décret no 2017-770.

## Notaires
Initialement en phase expérimentale en 2017, l'« accès des notaires au fichier immobilier (ANF) » est déployé par la DGFiP depuis juillet 2022.

## Public
Ce fichier, est destiné aux intervenants du marché de l'immobilier et à toute personne naturelle ou morale accédant à une forme de propriété immobilière (titre de propriété, hypothèque, expropriation…).

## Objectifs
Ce fichier permet l'accélération et la rationalisation de la gestion des titres immobiliers grâce à l'informatique.